# Breitenfurt bei Wien

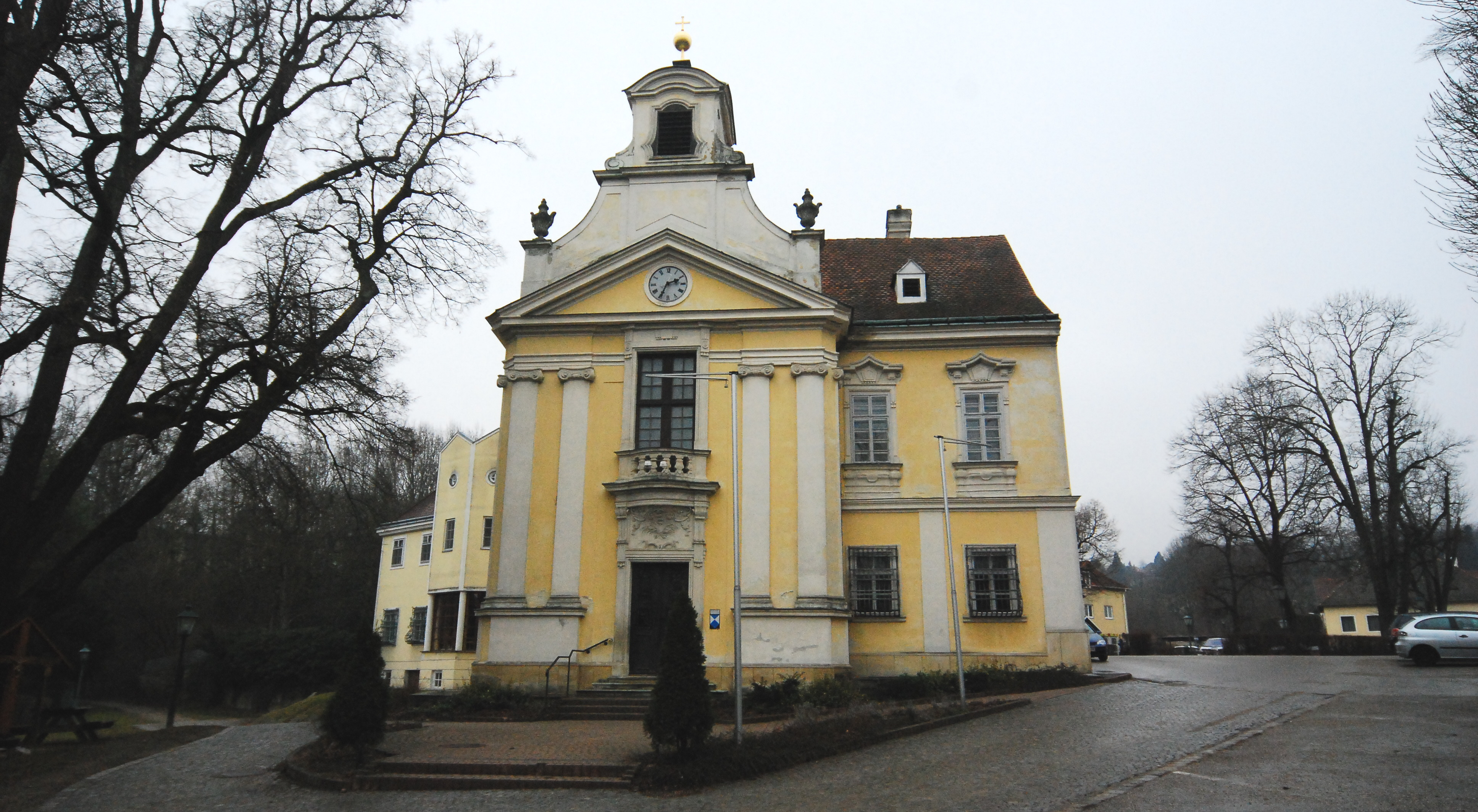
Katolický farní kostel sv. Jana Nepomuckého

Breitenfurt bei Wien je městys jihozápadně od Vídně v okrese Mödling v Dolních Rakousích.

## Geografická poloha
Breitenfurt leží přímo na hranici velkoměsta Vídně, ve Vídeňském lese v údolí Reichen Liesing. Obec v okrese zaujímá jen mírné zalidnění, které činí pouze 197/km². Obec leží v nadmořské výšce 200 až 592 metrů nad mořem.
Obec sestává ze dvou katastrálních území Breitenfurt a Hochroterd. Strukturálně je obec rozdělena Breitenfurt na východě je přímo sousedem vídeňského Kalksburgu, na západě sousedí přes Kleinen Semmering se Wolfsgrabenem.

### Sousední obce
Na severu je Laab im Walde, na východě Vídeň, na jihu Kaltenleutgeben, na jihozápadě Wienerwald (obec) a na severozápadě je Wolfsgraben.

## Historie
Breitenfurt je poměrně pozdě založený a vynořuje se poprvé 1622 v dokumentu jako obydlená oblast, zatímco do té doby byl znám jen jako samota, Až do druhého tureckého obléhání Vídně v roce 1683 v zastavěné části císařský lovecký zámek, který je dnes ruinou a zdobí obecní znak. Po tureckém obléhání zbylo v obci ještě dvacet domů. Okolí se však brzy zalidnilo osadníky ze Solnohradska, Bavorska a Štýrska. Obyvatelé byli hlavně drvoštěpové, kteří bydleli v roce 1721 již ve 42 domech. Dalších 32 domů bylo v dalším oddělené části současné obce. V letech 1714 až 1732 nechal účetní a ministerský bankéř Gregor Wilhelm postavit v obci barokní zámek, který již 1786 byl téměř celý zbourán a dodnes ještě stojí farní kostel (dřívější zámecká kaple).
V roce 1848 se obec stala samostatnou a roku 1850 si zvolili prvního starostu. Budoucnost obce se dobře vyvíjela, protože se stala cílem výletníků z blízkého města Vídně, takže mimo jiné vzkvétaly hostinské živnosti. Vzrůstajícím počtem obyvatel na přelomu století se otevíraly v místě živnosti a obchody. V roce 1930 bylo obci propůjčeno právo trhů a v roce 1938 bylo připojeno do Velké Vídně jako 25. okres. Teprve v roce 1954 se obec opět osamostatnila stala se opět součástí Dolního Rakouska.

## Obyvatelstvo

### Vývoj počtu obyvatel
V roce 1869 zde žilo 751 obyvatel, v roce 1971 2795, 1981 3641, 1991 4777, 2001 5323, 2006 5552 a v roce 2009 zde žilo 5804 obyvatel.

### Osobnosti
- Georg Sigl (1811-1887) - technik a podnikatel
- Gerda Maurus (1903-1968) - herečka
- Gerhard Zadrobilek (* 1961) - bývalý cyklistický závodník
- Adele Sansone (* 1953) - autorka knih pro děti a mládež a ilustrátorka